# 中華航空605號班機事故

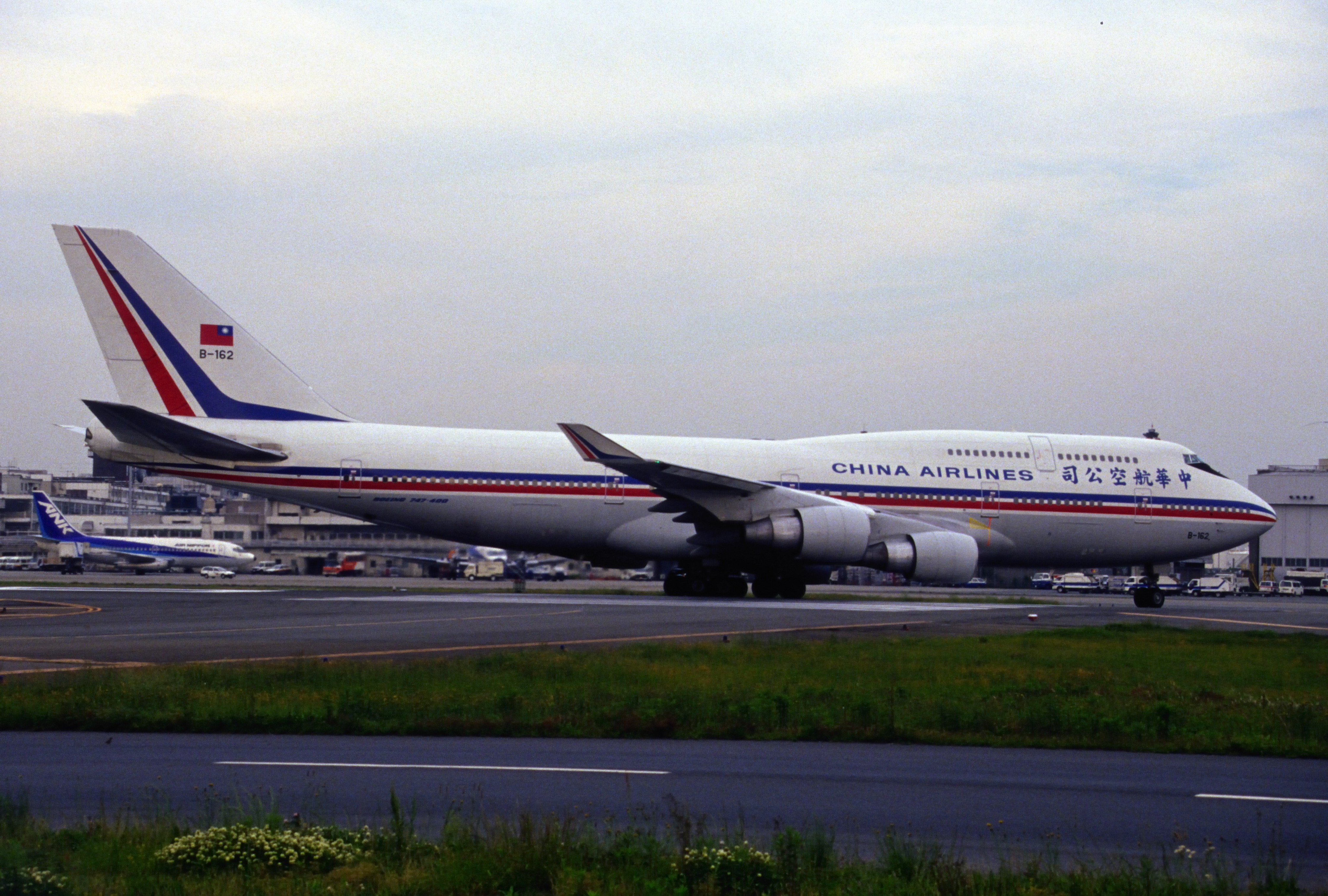
與涉事客機同型號的747-400，此客機（B-162）後改成747-400LCF

中華航空605號班機是中華航空由台灣中正國際機場（今桃園機場）飛往香港啟德機場的班機。1993年11月4日，一架波音747-400型、編號B-165的客機執飛此航班，機上搭載了274名乘客及包含正副駕駛在內的22名機組員。飛機在著陸後冲出跑道末端坠入海中，造成機上10人受傷。

## 事故經過
肇事班機原定於11時35分於啟德機場降落；事發時香港正受颱風艾拉吹襲，香港天文台當時正懸掛三號強風信號。航機沿著13跑道，於11時35分準時降落。據一些未受傷的乘客表示，飛機著陸後未即時減速，反而繼續加速滑行，直至臨衝入海前數百米才開始急減速，結果冲出跑道並墜入跑道盡頭的海中。

## 事故的原因
香港民航處翻查過飛行紀錄儀。飛機由機長控制降落。在最後下降階段時測出有風切變，最少四次發出警告。飛機的自動煞車調校至2級（747-400 自動煞車有1-4級，4級最強），擾流板調至自動，引擎節流閥為手控。機長成功以160節地速，於跑道餘下2,300米著陸。擾流板在主輪著陸後自動升起；然而機長沒有即時啟動反推減速裝置。同時未知何故，將引擎推力稍為增加，維時約四秒。此動作引致飛機脫離自動煞車模式，擾流板亦自動收回。但正副機長並未察覺。之後的八秒時間，副機長負責推桿將側風中的飛機維持在跑道中線。由於副機長推桿修正過猛，飛機向左滾動，機長要兩次協助改正。著陸後15秒，副機長發現飛機並沒有自動煞車，此時跑道尚餘1,030米，飛機速度為133節（68米/秒），㵴速只為為0.1節每秒。機長兩秒後打開反推，擾流板亦自動升起。此時跑道只剩880米。要到跑道只剩下700米，正副機師二人方才實施最大煞車力度，而反推始終沒有開至最大。當跑道尚餘100米時，飛機鼻輪調向左，擾流板及反推被收回。最終飛機以30節衝出跑道，橫過末端海堤掉入海中。
報告判斷意外直接成因是在著地後機長未有按正常操作即時啟動反推；同時節流閥被移動，引致自動煞車及擾流被解除。著地後控制飛機滑行的任務由機長交至副機長，亦與標準操作不符，導致副機長未能專心本來由他負責的監察工作。副機長資歷及飛行經驗都不足，未能有效操作強勁側風中的滑行。此外，如果機長發現沒有自動煞車時立即選擇重飛，飛機將會有足夠的速度在跑道結束前升空。若果機長選擇煞停時立時施用全力，並且將反推推力開至最大；或者在最後一百米時繼續全力煞車不轉向，按計算飛機仍是會完全煞停的。

## 其他
肇事客機是華航當時的機隊中，最新投入服務的一架波音747-400型客機。機身編號B-165，製造商序列編號（MSN）24313，生產線編號977，在同年6月8日投入服務。
肇事客機在事發後停留在觀塘碼頭對出的海面，由於機尾垂直尾翼對使用跑道升降的飛機造成障礙，當局先將之炸斷及移除。直至兩星期後才把整架肇事客機從水中吊回上岸，並拖到近牛池灣的停機坪停放。由於機身被長時間浸於海水中，華航決定不對該客機作出修復。事後港機工程用了80餘萬港幣買下該客機殘骸，把尚可使用的部份拆下，用作同型飛機之零件使用，該機也因此成為全球首架退役的波音747-400客機。為填補B-165退役後的空缺，華航向新加坡航空公司租賃了一架同型號客機，機身編號3B-SMC（原編號9V-SMC），直至1997年9月首架第二批747-400客機的（B-18201）投入服務為止。
著名在日臺灣富商邱永漢當時也在該班機上。

## 影響
此次事故導致啟德機場跑道關閉至同日18時，封閉期間有46架次被迫取消；中正機場方面，則於18時後恢復台北飛往香港的班機，疏運2,000名滯留的旅客。

## 參照
- 法國航空358號班機事故
- 中国民航301号班机空难——同样在启德机场冲出跑道坠海，7死14伤。
- 空中租賃貨運4854号班机事故——同款波音747-400飛機， 在加拿大哈利法克斯 機場降落時衝出跑道。同樣是落地後引擎節流閥杆被推動，令自動煞車解除

## 外部連結
- Aircraft Accident Report 1/95 Report on the accident to Boeing 747-409B B-165 at Hong Kong International Airport on 4 November 1993 - 民航處 （英文）
- Aviation-Safety.net的事故描述（页面存档备份，存于）
- Airliners.net （页面存档备份，存于） B-165照片集
- 1993年華航一架全新747-400 客機在香港啟德機場墬海！成為波音歷史上第一架...（本集含有大量航空腦補知識，請小心服用） - 型男機長瘋狂詹姆士 - YouTube （页面存档备份，存于）